# Zaphne spiniclunis
Zaphne spiniclunis är en tvåvingeart som först beskrevs av Pandelle 1899.  Zaphne spiniclunis ingår i släktet Zaphne och familjen blomsterflugor. Inga underarter finns listade i Catalogue of Life.